# William O'Brien (3e comte d'Inchiquin)
William MacWilliam O'Brien (1662 - 24 décembre 1719) est un noble irlandais.

## Biographie
William O'Brien est le fils de William O'Brien (2e comte d'Inchiquin) et de Lady Margaret Boyle. Il épouse sa cousine Mary Villiers, fille de Sir Edward Villiers de Richmond et Frances Howard, la plus jeune fille de Theophilus Howard (2e comte de Suffolk) et Elizabeth Hume.
Comme son père, le Parlement irlandais du roi Jacques II l’exclut en son absence en 1689. Il est gouverneur de Kinsale en 1693. Il signe la déclaration et l’association en faveur du roi Guillaume III après la tentative d’assassinat du roi en 1697.
Il est conseiller privé de la reine Anne et du roi George Ier, colonel d'infanterie en 1703 et maire de Kilkenny de 1704 à 1705. Il est nommé gouverneur du comté de Clare.

## Famille
Enfants de William O'Brien, 3e comte d'Inchiquin et Mary Villiers:
- Donal O'Brien, né en 1689.
- William O'Brien (4e comte d'Inchiquin) (1700 – 18 juillet 1777)
- Mary O'Brien, qui épouse Robert FitzGerald (19e comte de Kildare), fils de l'hon. Robert FitzGerald et Mary Clotworthy, le 7 mars 1708/9. Ils ont deux fils et une fille.
- Charles O'Brien Lieutenant
- James O'Brien (1695-1771) épouse Mary Jephson, fille de très révérend William Jephson et Anne Barry. Ils ont trois fils et deux filles.
- Henrietta O'Brien (décédée en 1730) épouse Robert Sandford en août 1717. Ils ont une fille.